# Championnat du Japon de football 1978
Le Championnat du Japon de football 1978 est la quatorzième édition de la Japan Soccer League. 
En cas d'égalité à l'issue des 90 minutes de jeu, une séance de tirs au but a lieu pour départager les équipes. L'équipe qui s'impose aux tirs au but marque deux points et la perdante conserve le point du match nul. La victoire obtenue en 90 minutes vaut 4 points et une défaite ne rapporte aucun point.

## Classement de la première division
| Pos | Club              | Pts | J  | V  | T.a.b (V) | T.a.b (D) | D  | Bp | Bc | Diff | Note                               |
| 1   | Mitsubishi Motors | 54  | 18 | 13 | 1         | 0         | 4  | 30 | 13 | +17  | Champion                           |
| 2   | Yanmar Diesel     | 47  | 18 | 11 | 1         | 1         | 5  | 33 | 26 | +7   |                                    |
| 3   | Fujita Industries | 46  | 18 | 9  | 3         | 4         | 2  | 35 | 14 | +21  |                                    |
| 4   | Yomiuri           | 43  | 18 | 10 | 1         | 1         | 6  | 40 | 30 | +10  |                                    |
| 5   | Hitachi           | 34  | 18 | 8  | 1         | 0         | 9  | 36 | 30 | -4   |                                    |
| 6   | Toyo Industries   | 34  | 18 | 7  | 3         | 0         | 8  | 23 | 34 | -11  |                                    |
| 7   | Nippon Kokan      | 30  | 18 | 7  | 0         | 2         | 9  | 19 | 21 | -2   |                                    |
| 8   | New Japan Steel   | 26  | 18 | 5  | 2         | 2         | 9  | 16 | 18 | -2   |                                    |
| 9   | Fujitsu           | 17  | 18 | 3  | 1         | 3         | 11 | 14 | 29 | -15  | Barrage promotion-relégation D1/D2 |
| 10  | Furukawa Electric | 15  | 18 | 3  | 1         | 1         | 13 | 9  | 30 | -21  | Barrage promotion-relégation D1/D2 |

## Barrage promotion-relégation D1/D2
| JSL Division 1    | Aller | Retour | JSL Division 2 |
| ----------------- | ----- | ------ | -------------- |
| Fujitsu           | 0-2   | 1-2    | Nissan Motors  |
| Furukawa Electric | 1-0   | 0-0    | Honda Giken    |

Nissan est promu en D1, Fujitsu est relégué en D2.

## Classement des buteurs de la D1
| Joueur                | Nombre de buts |
| --------------------- | -------------- |
| João Dickson Carvalho | 15             |
| Kunishige Kamamoto    | 15             |

## Classement de la deuxième division
| Pos | Club                   | Pts | J  | V  | T.a.b (V) | T.a.b (D) | D  | Bp | Bc | Diff | Note                                              |
| 1   | Honda                  | 57  | 18 | 13 | 1         | 2         | 1  | 39 | 9  | +30  | Barrage promotion-relégation D1/D2                |
| 2   | Nissan                 | 46  | 18 | 10 | 2         | 2         | 4  | 36 | 16 | +20  | Barrage promotion-relégation D1/D2                |
| 3   | Kofu Club              | 38  | 18 | 9  | 1         | 0         | 8  | 32 | 33 | -1   |                                                   |
| 4   | Yanmar Club            | 38  | 18 | 8  | 3         | 0         | 7  | 29 | 31 | -2   |                                                   |
| 5   | Tanabe Pharmaceuticals | 37  | 18 | 7  | 3         | 3         | 5  | 23 | 16 | +7   |                                                   |
| 6   | Teijin Matsuyama       | 34  | 18 | 7  | 2         | 2         | 7  | 25 | 22 | +3   |                                                   |
| 7   | Toshiba                | 34  | 18 | 7  | 2         | 2         | 7  | 20 | 20 | 0    |                                                   |
| 8   | Sumitomo               | 30  | 18 | 7  | 0         | 2         | 9  | 29 | 28 | +1   |                                                   |
| 9   | Toyota Motors          | 22  | 18 | 5  | 1         | 0         | 12 | 26 | 42 | -16  | Barrage promotion-relégation D2/Séries régionales |
| 10  | Kyoto Shiko Club       | 18  | 8  | 1  | 1         | 2         | 14 | 15 | 51 | -36  | Barrage promotion-relégation D2/Séries régionales |

## Barrage promotion-relégation D2/Séries régionales
| JSL 2            | Aller | Retour | Séries régionales        |
| ---------------- | ----- | ------ | ------------------------ |
| Toyota Motors    | 1-0   | 1-2    | Toho Titanium (Second)   |
| Kyoto Shiko Club | 0-3   | 1-0    | Yamaha Motors (Champion) |

Yamaha est promu en D2, Kyoto Shiko est relégué en séries régionales.